# Avignon
Avignon város Franciaország Provence-Alpes-Côte d’Azur régiójában, Vaucluse megye székhelye (prefektúra). A Rhône folyó bal partján elterülő települést gyakran a Pápák városának is említik, mivel a 14–15. században számos pápa és ellenpápa itt vezette hivatalát (avignoni fogság). Vaucluse megye legnagyobb városa. A város szerepel az UNESCO világörökségi listáján. Lakosainak száma 91 760 fő (2022. január 1.). Avignon Barbentane, Châteaurenard, Noves, Rognonas, Villeneuve-lès-Avignon, Les Angles, Caumont-sur-Durance, Morières-lès-Avignon, Le Pontet és Sorgues községekkel határos.

## Földrajz

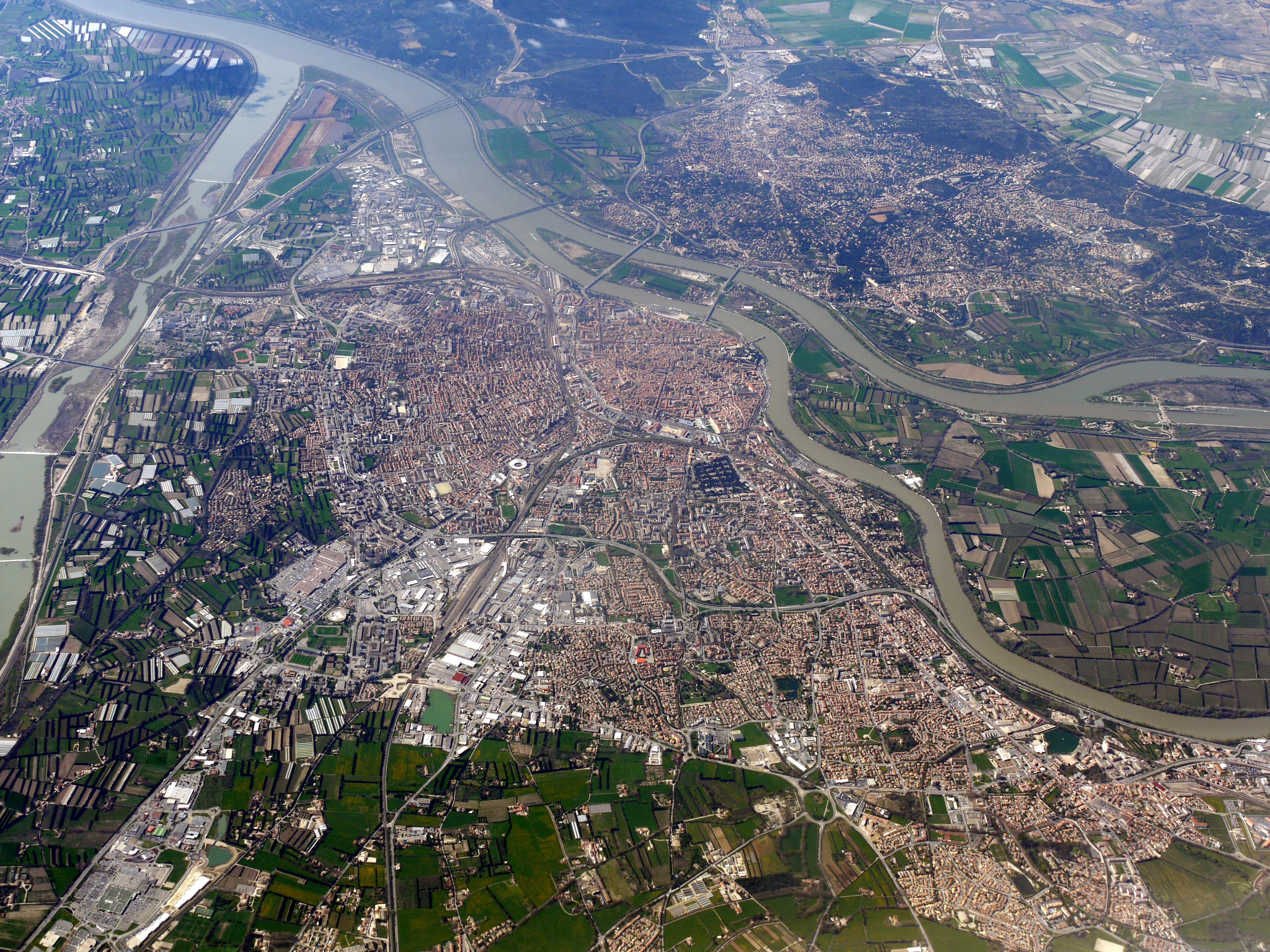
Avignon légifelvétele

A város a Rhône folyó bal partján fekszik, Marseille városától kb. 85 km-re északra. Éghajlata mediterrán típusú; száraz, meleg nyárral és enyhe, esős téllel.
| Hónap                         | Jan.  | Feb.  | Már. | Ápr. | Máj. | Jún. | Júl. | Aug. | Szep. | Okt. | Nov. | Dec.  | Év    |
| ----------------------------- | ----- | ----- | ---- | ---- | ---- | ---- | ---- | ---- | ----- | ---- | ---- | ----- | ----- |
| Rekord max. hőmérséklet (°C)  | 20,9  | 22,3  | 26,5 | 31,1 | 34,1 | 37,7 | 39,7 | 40,5 | 35,3  | 30,8 | 24,3 | 21,0  | 40,5  |
| Átlagos max. hőmérséklet (°C) | 10,2  | 11,8  | 15,6 | 18,6 | 23,1 | 27,3 | 30,7 | 30,0 | 25,3  | 20,2 | 14,0 | 10,5  | 19,8  |
| Átlagos min. hőmérséklet (°C) | 1,6   | 2,3   | 5,1  | 7,5  | 11,4 | 15,2 | 17,8 | 17,3 | 14,0  | 10,5 | 5,8  | 2,7   | 9,3   |
| Rekord min. hőmérséklet (°C)  | −13,0 | −14,0 | −9,5 | −2,2 | 1,3  | 4,4  | 8,6  | 8,0  | 3,9   | −2,2 | −7,4 | −14,0 | −14,0 |
| Átl. csapadékmennyiség (mm)   | 49    | 38    | 39   | 66   | 63   | 41   | 27   | 46   | 98    | 91   | 71   | 49    | 676   |
| Forrás: Météo France          |       |       |      |      |      |      |      |      |       |      |      |       |       |

## Története

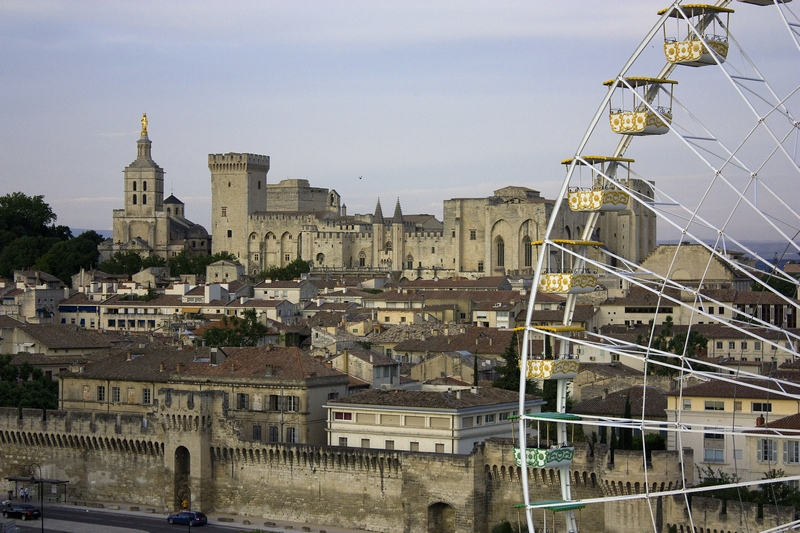
Avignon óvárosának egy képe

A várost a Cavares, vagy Cavari gall törzs alapította. Az északi végében található sziklás területen kelta erőd foglalhatott helyet. A város virágzó település volt a római hódítások idején. Ekkor a Római Birodalom első Alpokon túli provinciájához, Gallia Narbonensishoz tartozott. Az 5. századi barbár pusztítás következtében nem sok emlék maradt fent ebből az időszakból. A gótok kezébe került várost 736-ban a szaracénok foglalták el, majd 737-ben Martell Károly rombolta le. A 9. századtól az Burgundiai Királyság része. A királyságot II. Konrád német-római császár idejében, 1033-ban a Német-római Birodalomhoz csatolták. A város a 12. században köztársasággá alakult, konzuli kormányzási formával. A független köztársaság 1226-ban az albigens keresztes hadjáratok idején szűnt meg. Miután az állampolgárok megtagadták a kapuk kinyitását VIII. Lajos francia király és a pápai küldöttek előtt, három hónapos ostrom vette kezdetét, aminek a végén a város kapitulált. 1251-ben Avignon IX. Lajos francia király testvéreinek kezébe került (I. Károly szicíliai király és Alphonse de Poitiers). 1271-ben Alphonse de Poitiers halálakor Avignon és az azt körülvevő Comtat – Venaissin grófság a Francia Királyság része lett.
1309-ben V. Kelemen pápa tartózkodási helyéül választotta. 1309. március 9. – 1377. január 13-ig Róma helyett Avignon volt a pápaság székhelye, ami szakadást okozott a római katolikus egyházban (avignoni fogság). Ekkor a várost és a környező Comtat – Venaissin grófságot az Anjou házból való szicíliai királyok irányították.
IV. (Szép) Fülöp francia király, aki apjától örökölte Alphonse de Poitiers (Toulouse hajdani grófja) minden jogát, azt 1290-ben átruházta II. Károlyra, Nápoly királyára és Provence grófjára. Ravasz módon azonban, mivel a folyó keleti partja alkotta a királyság határát, amikor áradási időszakokban a folyó elöntötte a várost, Fülöp adót vetett ki rá. 1348-ban I. Johanna nápolyi királynő, Provence grófnője 80 000 florinért eladta a várost VI. Kelemen pápának.

## Népesség
| Lakosok száma | 90 305 | 92 130 | 94 200 | 91 921 | 91 729 | 91 143 | 90 597 | 90 330 | 91 760 |
|               | 2013   | 2015   | 2016   | 2017   | 2018   | 2019   | 2020   | 2021   | 2022   |

## Látnivalók
- Pápai palota
- Pont d’Avignon
- Cathédrale Notre-Dame des Doms d'Avignon
- Musée du Petit Palais
- Musée Calvet

## Közlekedés

### Közúti
A város az A7-es és az A9-es autópályán érhető el.

### Városi közlekedés
A város villamoshálózata 2019. október 19-én nyílt meg.

## Híres szülöttei
- Itt született 1591. március 15-én Alexandre de Rhodes jezsuita misszionárius, a ma használt vietnámi latin betűs írás kidolgozója.
- Gaston de Raousset-Boulbon francia kalandor szülővárosa, aki 1852-ben magánállamot alapított Mexikóban (lásd: Sonorai Francia Állam)
- Az "avignoni kisveréb", a világhírű francia sanzonénekesnő, Mireille Mathieu (1946. július 22.) születési helye is ez a település.